# Рододендрон ноготковидный
Рододе́ндрон ноготкови́дный (лат. Rhododéndron calenduláceum) — листопадный кустарник родом из Северной Америки, вид подсекции Pentanthera, секции Pentanthera, подрода Pentanthera, рода Рододендрон (Rhododendron), семейства Вересковые (Ericaceae).

## Ботаническое описание

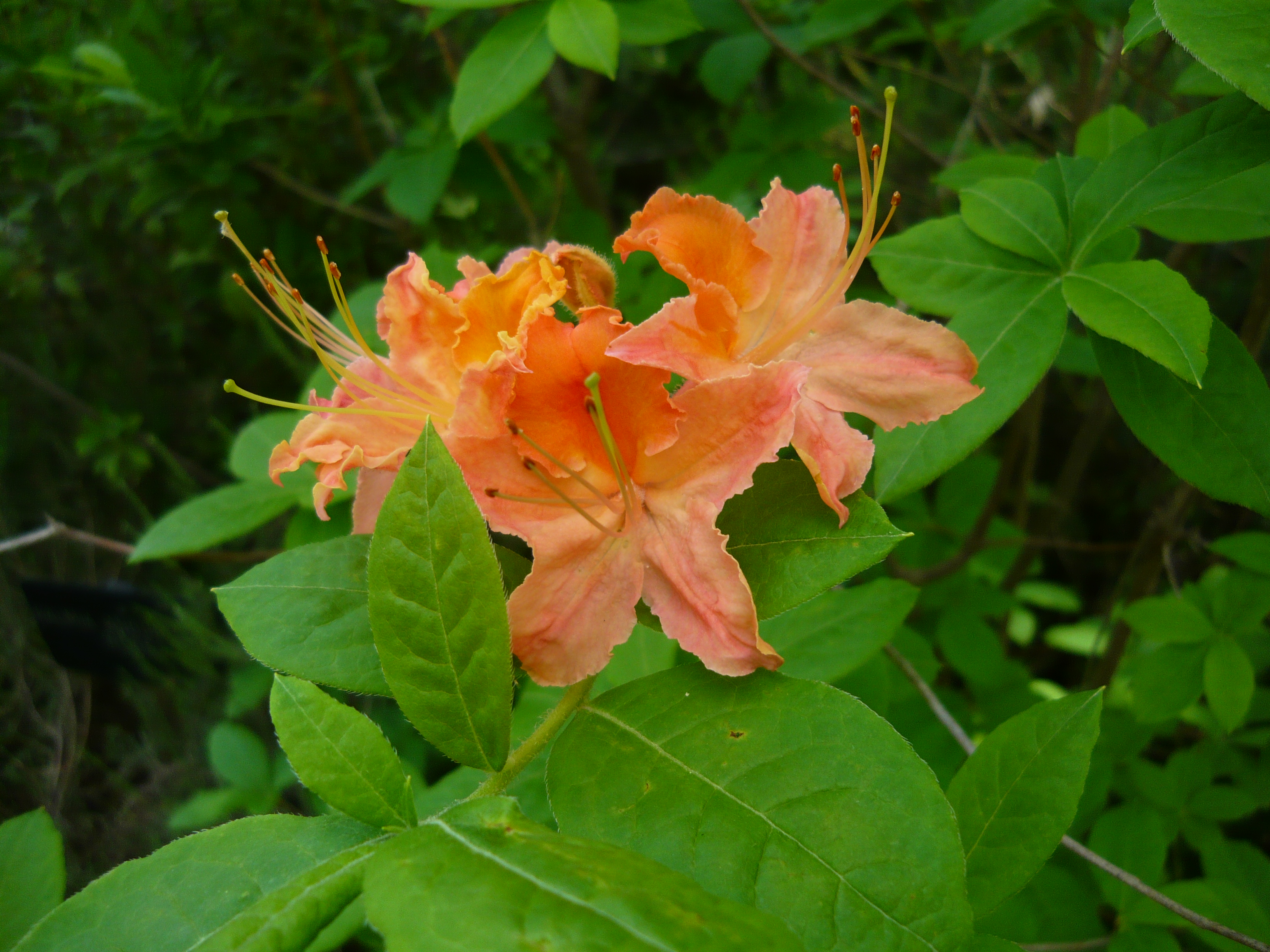
Соцветие

Кустарники или деревья высотой до 4 (-10) метров. Кора ствола гладкая вертикально бороздчатая. Молодые побеги опушенные или щетинисто-волосистые.
Листья 4,5—9,1 × 1,—3,3 см, от широкоэллиптических до продолговато-эллиптических или продолговато-обратнояйцевидных, заострённые, с ширококлиновидным основанием. Молодые листья сверху и снизу густо опушены, особенно вдоль средней жилки. Осенью листья становятся оранжевыми или карминно-красными.
Соцветия 5—9 цветковые; цветоножки мелкощетинистые или железистые, 7—14 мм. Цветки распускаются одновременно с листьями или сразу после них. Венчик оранжевый, красно-оранжевый, с контрастными более тёмного цвета оранжевым с жёлтым пятном на верхней доле, воронковидные, 30—54 мм, лепестки сросшиеся , лопасти 14—30 мм. Тычинок 5, их длина 52—72 мм. Завязь железисто-щетинистая. Столбик пестика одной длины с тычинками или длиннее их. Семена без отчетливых хвостов.
Цветение: весна-лето.
Число хромосом — 2n = 52.

## Экология
Смешанные и широколиственные леса, обычно на высоте от 180 до 1000 м над уровнем моря.

## Ареал
Рододендрон ноготковидный распространён на востоке Северной Америки. Северная граница ареала — Огайо и Западная Виргиния, южная — Теннесси на западе и Джорджия на востоке.

## В культуре
Часто используется в селекции при создании новых сортов. В культуре известен с 1806 года.
В Латвии интродуцирован в 30-х годах XX века. Очень декоративен и зимостоек. Культивируется сравнительно редко (в Риге, Юрмале, Саласпилсе).
В условиях Нижегородской области зимостоек. В суровые зимы подмерзают концы побегов. Семена вызревают.
Выдерживает зимние понижения температуры до −29 °С.

## Таксономия

### Синонимы
- Azalea aurantiaca F.Dietr., 1803
- Azalea calendulacea Michx., 1803
- Azalea calendulacea var. crocea Michx., 1803
- Azalea coccinea var. aurantia Lodd., 1827
- Azalea crocea (Michx.) Hoffmanns., 1826
- Azalea flava Sarg., 1889, nom. inval.
- Azalea nudiflora var. aurantiaca (F.Dietr.) Dum.Cours., 1811
- Azalea nudiflora var. coccinea major Dum.Cours., 1811, nom. inval.
- Azalea pontica var. calendulacea (Michx.) Pers., 1805
- Azalea speciosa Willd., 1811, nom. superfl.
- Azalea speciosa var. aurantia Sweet, 1826, nom. inval.
- Azalea speciosa var. aurantiaca (F.Dietr.) G.Kirchn., 1864
- Rhododendron calendulaceum f. speciosum (Willd.) Voss, 1894
- Rhododendron speciosum (Willd.) Sweet, 1830, nom. illeg.
- Rhododendron speciosum var. aurantium (Lodd.) Sweet, 1830